# Onze-Lieve-Vrouw van de Akkerkapel

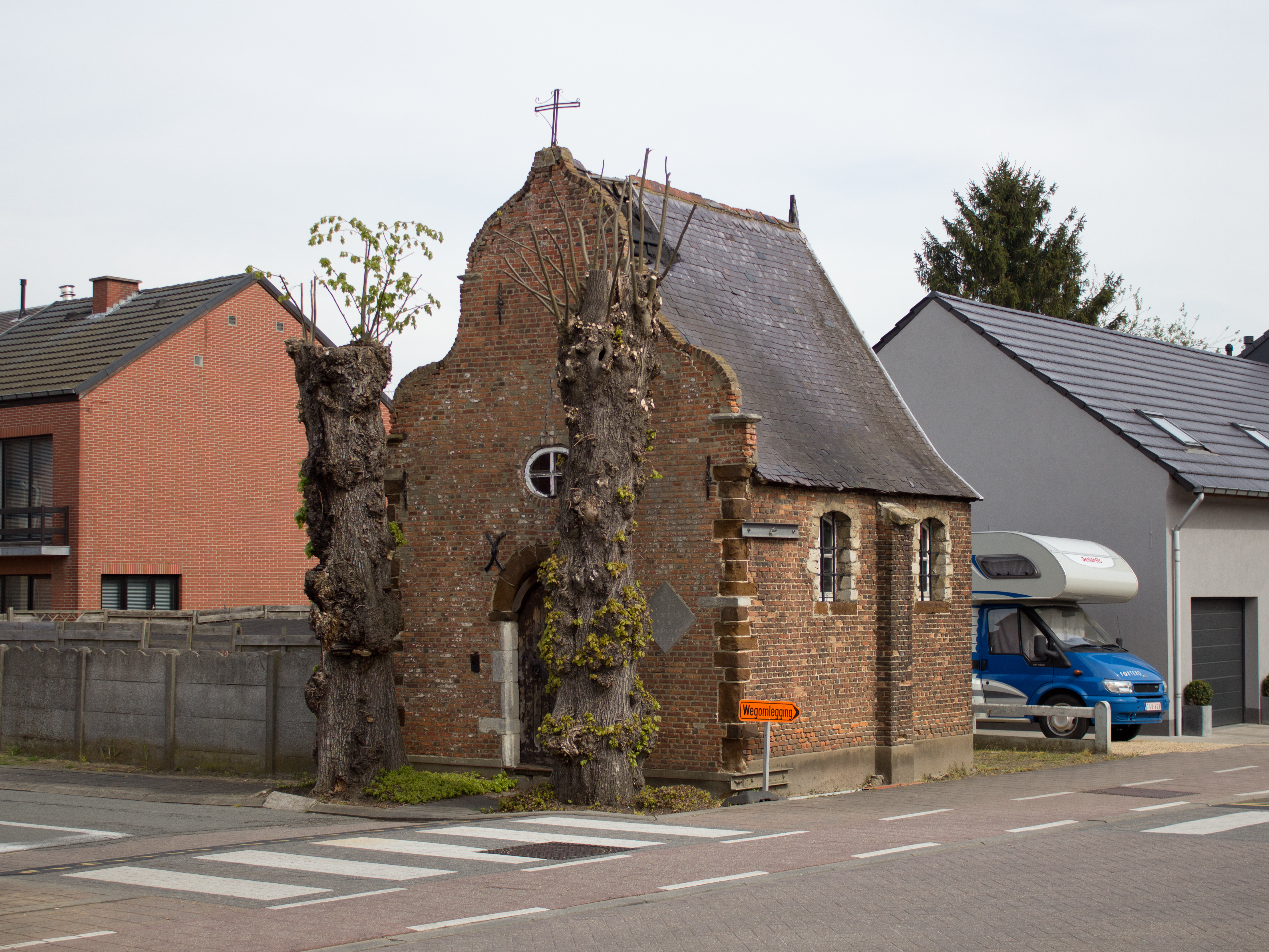
Onze-Lieve-Vrouw van de Akkerkapel

De Onze-Lieve-Vrouw van de Akkerkapel is een kapel in de Vlaams-Brabantse plaats Rotselaar, gelegen aan de Torenstraat.
De kapel werd gebouwd in 1702 en werd uitgevoerd in barokstijl. Hij heeft een rechthoekige plattegrond en een driezijdig afgesloten koor. De kerk is opgetrokken in baksteen. Hier en daar werd ook ijzerzandsteen en kalksteen toegepast.
De voorgevel heeft een ovaal oculus en een in- en uitgezwenkte topgevel. Er zijn twee steekboogvensters in de zijgevel. De kapel bezit een eenvoudig houten barokaltaar.